# Jan I (metropolita kijowski)
Jan – metropolita kijowski najprawdopodobniej od ok. 1018 do połowy lat 30. XI stulecia.

## Życiorys
Był z pochodzenia Grekiem (chociaż istnieje teza o jego pochodzeniu bułgarskim lub ruskim). Urząd metropolity kijowskiego objął ok. 1018 r., zastępując na nim metropolitę Teofilakta. Według innych źródeł był metropolitą kijowskim już ok. 1008.
Wzmianki o nim pojawiają się w anonimowym Żywocie Borysa i Gleba z II poł. XI w., gdzie występuje naprzemiennie jako arcybiskup lub metropolita urzędujący w pierwszych latach panowania Jarosława Mądrego. Janowi przypisuje się przewodniczenie uroczystości odsłonięcia relikwii Borysa i Gleba oraz spisanie pierwszego nabożeństwa ku ich czci. Ze względu jednak na podobieństwo jego tekstu do późniejszych żywotów świętych z II poł. XI w. twierdzenie to podawane jest w wątpliwość.
Przed śmiercią metropolita Jan miał złożyć śluby wielkiej schimy z imieniem Jonasz. Metropolią kijowską kierował do ok. 1035 bądź do 1054.